# Erika-Friedhof

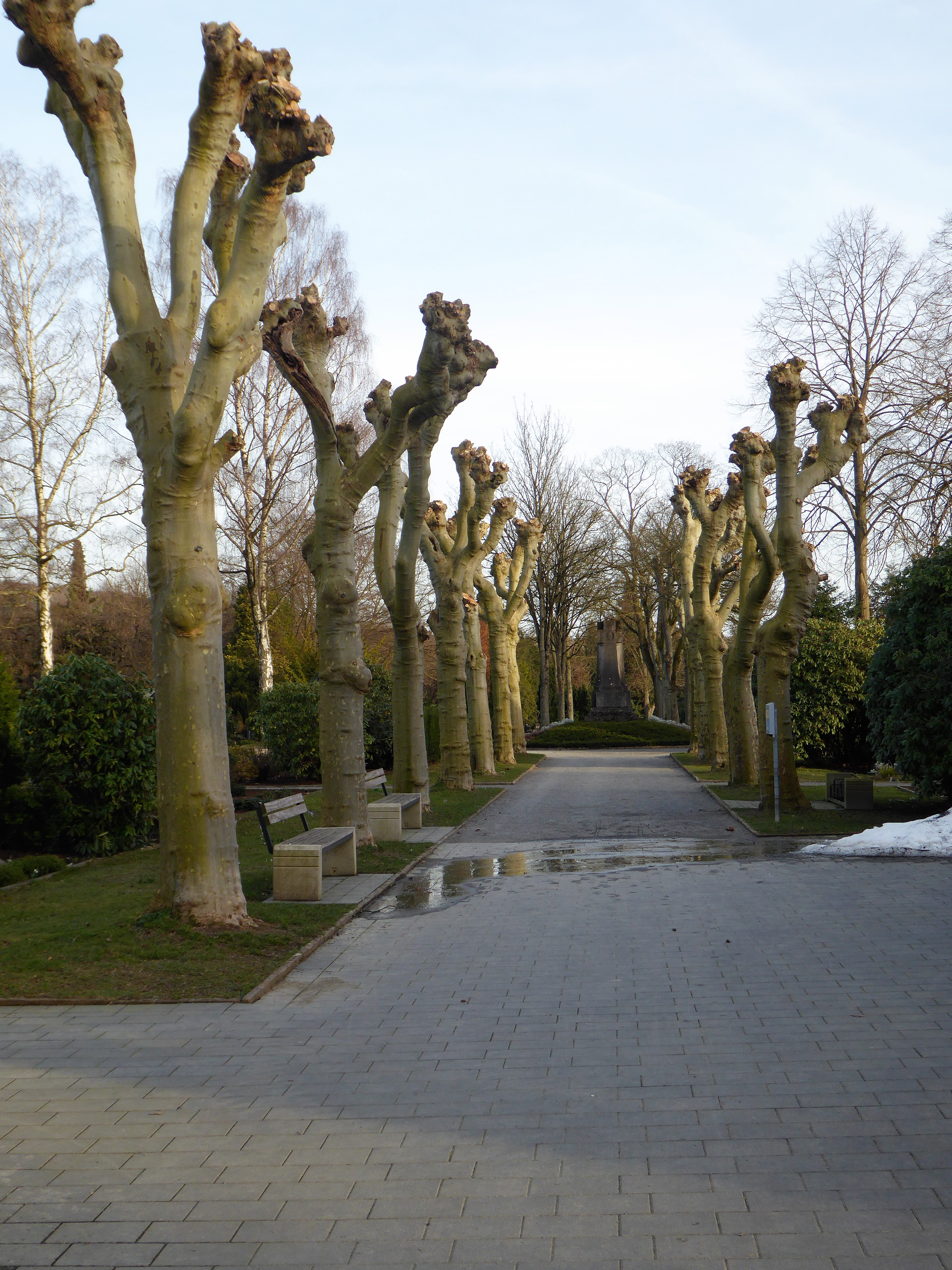
Erika-Friedhof (2021), Blick vom Haupteingang

Der Erika-Friedhof ist einer von drei Friedhöfen der Evangelisch-Lutherischen Marien-Kirchengemeinde Stift Berg in Herford. Mit einer Fläche von 70.000 m² und 4000 Grabstätten mit 15.000 Gräbern ist er der zweitgrößte Herforder Friedhof.

## Name
Der Friedhof wurde nach der im April 1914 im Alter von zwölf Jahren verstorbenen Erika Goldlücke benannt, die dort als Erste beigesetzt wurde. Kurz vor ihrem Tod soll sie in Begleitung ihres Vaters über das Gelände des gerade entstehenden Friedhofs gelaufen sein und gefragt haben, wer wohl als erstes hier beerdigt würde. Es ist der einzige Friedhof Deutschlands, der nach einer realen Person benannt wurde.

## Geschichte
1911 erwarb die Mariengemeinde von Colon Caspar Tappe für 14.553,32 Reichsmark ein Gelände von ca. 19.000 m² an der Vlothoer Straße und legte darauf den dritten Friedhof der Mariengemeinde Stiftberg an. Am 12. April 1914 wurde der Erika-Friedhof eingeweiht. Die Friedhofsfläche wurde dreimal erweitert auf zwischenzeitlich 70.000 m². 1922 wurde die erste Friedhofskapelle errichtet. Die heutige Friedhofskapelle ist aus dem Jahr 1959.

## Grabstätten
Auf dem Friedhof gibt es Reihengrabstätten, Wahlgrabstätten und Wahlgemeinschaftsgrabstätten für Erdbestattungen und Urnenbeisetzungen. Außerdem gibt es Grabstätten für Sternenkinder, das sind Kinder, die während der Schwangerschaft oder kurz nach der Geburt verstorben sind. Sie können individuell bestattet werden. Alle nicht einzeln beigesetzten „Sternenkinder“ aus dem Klinikum Herford und aus dem Mathilden-Hospital Herford finden zwei Mal im Jahr in Sammelbeisetzungen bei ökumenischen Trauerfeiern gemeinsam auf dem Grabfeld Morgenröte ihre letzte Ruhe.

## Weitere Friedhöfe der Marien-Kirchengemeinde
Die beiden anderen Friedhöfe der Marien-Kirchengemeinde sind der Marienfriedhof an der Marienstraße und der Friedhof Falkendiek/Schwarzenmoor an der Mindener Straße.